# Rilaši
Rilaši (lat. Macrouridae), porodica dubokomorskih riba iz reda bakalarki. Sastoji se od 4 potporodice s ukupno 405 vrsta. Raširene su od Arktika do Antarktika na dubinama od 200 do 2000 metara. Odlikuju se velikim glavama, kod većine vrsta špicasta, slabog tijela i nedostatkom repne peraje.
U Jadranu žive vrste morski miš ili rilaš (Coelorinchus caelorhincus), mediteranski rilaš (Coelorinchus mediterraneus),  tankorepi okac (Hymenocephalus italicus) i vretenac ili dugorepac (Trachyrincus scabrus)

## Potporodice
1. Bathygadinae Jordan & Evermann, 1898
2. Macrourinae Bonaparte, 1831
3. Macrouroidinae Smith & Radcliffe, 1912
4. Trachyrincinae Goode & Bean, 1896

### Vrste
1. Albatrossia pectoralis (Gilbert, 1892)
2. Asthenomacrurus fragilis (Garman, 1899)
3. Asthenomacrurus victoris Sazonov & Shcherbachev, 1982
4. Bathygadus antrodes (Jordan & Starks, 1904)
5. Bathygadus bowersi (Gilbert, 1905)
6. Bathygadus cottoides Günther, 1878
7. Bathygadus dubiosus Weber, 1913
8. Bathygadus entomelas Gilbert & Hubbs, 1920
9. Bathygadus favosus Goode & Bean, 1886
10. Bathygadus furvescens Alcock, 1894
11. Bathygadus garretti Gilbert & Hubbs, 1916
12. Bathygadus macrops Goode & Bean, 1885
13. Bathygadus melanobranchus Vaillant, 1888
14. Bathygadus nipponicus (Jordan & Gilbert, 1904)
15. Bathygadus spongiceps Gilbert & Hubbs, 1920
16. Bathygadus sulcatus (Smith & Radcliffe, 1912)
17. Cetonurichthys subinflatus Sazonov & Shcherbachev, 1982
18. Cetonurus crassiceps (Günther, 1878)
19. Cetonurus globiceps (Vaillant, 1884)
20. Coelorinchus acanthiger Barnard, 1925
21. Coelorinchus acantholepis Gilbert & Hubbs, 1920
22. Coelorinchus aconcagua Iwamoto, 1978
23. Coelorinchus acutirostris Smith & Radcliffe, 1912
24. Coelorinchus amirantensis Iwamoto, Golani, Baranes & Goren, 2006
25. Coelorinchus amydrozosterus Iwamoto & Williams, 1999
26. Coelorinchus anatirostris Jordan & Gilbert, 1904
27. Coelorinchus anisacanthus Sazonov, 1994
28. Coelorinchus aratrum Gilbert, 1905
29. Coelorinchus argentatus Smith & Radcliffe, 1912
30. Coelorinchus argus Weber, 1913
31. Coelorinchus aspercephalus Waite, 1911
32. Coelorinchus asteroides Okamura, 1963
33. Coelorinchus australis (Richardson, 1839)
34. Coelorinchus biclinozonalis Arai & Mcmillan, 1982
35. Coelorinchus bollonsi McCann & McKnight, 1980
36. Coelorinchus braueri Barnard, 1925
37. Coelorinchus brevirostris Okamura, 1984
38. Coelorinchus caelorhincus (Risso, 1810)
39. Coelorinchus campbellicus McCann & McKnight, 1980
40. Coelorinchus canus (Garman, 1899)
41. Coelorinchus caribbaeus (Goode & Bean, 1885)
42. Coelorinchus carinifer Gilbert & Hubbs, 1920
43. Coelorinchus caudani (Köhler, 1896)
44. Coelorinchus celaenostomus McMillan & Paulin, 1993
45. Coelorinchus charius Iwamoto & Williams, 1999
46. Coelorinchus chilensis Gilbert & Thompson, 1916
47. Coelorinchus cingulatus Gilbert & Hubbs, 1920
48. Coelorinchus commutabilis Smith & Radcliffe, 1912
49. Coelorinchus cookianus McCann & McKnight, 1980
50. Coelorinchus cylindricus Iwamoto & Merrett, 1997
51. Coelorinchus denticulatus Regan, 1921
52. Coelorinchus divergens Okamura & Yatou, 1984
53. Coelorinchus dorsalis Gilbert & Hubbs, 1920
54. Coelorinchus doryssus Gilbert, 1905
55. Coelorinchus fasciatus (Günther, 1878)
56. Coelorinchus flabellispinnis (Alcock, 1894)
57. Coelorinchus formosanus Okamura, 1963
58. Coelorinchus fuscigulus Iwamoto, Ho & Shao, 2009
59. Coelorinchus gaesorhynchus Iwamoto & Williams, 1999
60. Coelorinchus geronimo Marshall & Iwamoto, 1973
61. Coelorinchus gilberti Jordan & Hubbs, 1925
62. Coelorinchus gladius Gilbert & Cramer, 1897
63. Coelorinchus goobala Iwamoto & Williams, 1999
64. Coelorinchus gormani Iwamoto & Graham, 2008
65. Coelorinchus hexafasciatus Okamura, 1982
66. Coelorinchus hige Matsubara, 1943
67. Coelorinchus hoangi Iwamoto & Graham, 2008
68. Coelorinchus horribilis McMillan & Paulin, 1993
69. Coelorinchus hubbsi Matsubara, 1936
70. Coelorinchus immaculatus Sazonov & Iwamoto, 1992
71. Coelorinchus infuscus McMillan & Paulin, 1993
72. Coelorinchus innotabilis McCulloch, 1907
73. Coelorinchus japonicus (Temminck & Schlegel, 1846)
74. Coelorinchus jordani Smith & Pope, 1906
75. Coelorinchus kaiyomaru Arai & Iwamoto, 1979
76. Coelorinchus kamoharai Matsubara, 1943
77. Coelorinchus karrerae Trunov, 1984
78. Coelorinchus kermadecus Jordan & Gilbert, 1904
79. Coelorinchus kishinouyei Jordan & Snyder, 1900
80. Coelorinchus labiatus (Köhler, 1896)
81. Coelorinchus lasti Iwamoto & Williams, 1999
82. Coelorinchus leptorhinus Chiou, Shao & Iwamoto, 2004
83. Coelorinchus longicephalus Okamura, 1982
84. Coelorinchus longissimus Matsubara, 1943
85. Coelorinchus macrochir (Günther, 1877)
86. Coelorinchus macrolepis Gilbert & Hubbs, 1920
87. Coelorinchus macrorhynchus Smith & Radcliffe, 1912
88. Coelorinchus maculatus Gilbert & Hubbs, 1920
89. Coelorinchus marinii Hubbs, 1934
90. Coelorinchus matamua (McCann & McKnight, 1980)
91. Coelorinchus matsubarai Okamura, 1982
92. Coelorinchus maurofasciatus McMillan & Paulin, 1993
93. Coelorinchus mayiae Iwamoto & Williams, 1999
94. Coelorinchus mediterraneus Iwamoto & Ungaro, 2002
95. Coelorinchus melanobranchus Iwamoto & Merrett, 1997
96. Coelorinchus melanosagmatus Iwamoto & Anderson, 1999
97. Coelorinchus mirus McCulloch, 1926
98. Coelorinchus multifasciatus Sazonov & Iwamoto, 1992
99. Coelorinchus multispinulosus Katayama, 1942
100. Coelorinchus mycterismus McMillan & Paulin, 1993
101. Coelorinchus mystax McMillan & Paulin, 1993
102. Coelorinchus nazcaensis Sazonov & Iwamoto, 1992
103. Coelorinchus notatus Smith & Radcliffe, 1912
104. Coelorinchus obscuratus McMillan & Iwamoto, 2009
105. Coelorinchus occa (Goode & Bean, 1885)
106. Coelorinchus oliverianus Phillipps, 1927
107. Coelorinchus osipullus McMillan & Iwamoto, 2009
108. Coelorinchus parallelus (Günther, 1877)
109. Coelorinchus pardus Iwamoto & Williams, 1999
110. Coelorinchus parvifasciatus McMillan & Paulin, 1993
111. Coelorinchus platorhynchus Smith & Radcliffe, 1912
112. Coelorinchus polli Marshall & Iwamoto, 1973
113. Coelorinchus productus Gilbert & Hubbs, 1916
114. Coelorinchus pseudoparallelus Trunov, 1983
115. Coelorinchus quadricristatus (Alcock, 1891)
116. Coelorinchus quincunciatus Gilbert & Hubbs, 1920
117. Coelorinchus radcliffei Gilbert & Hubbs, 1920
118. Coelorinchus scaphopsis (Gilbert, 1890)
119. Coelorinchus semaphoreus Iwamoto & Merrett, 1997
120. Coelorinchus sereti Iwamoto & Merrett, 1997
121. Coelorinchus sexradiatus Gilbert & Hubbs, 1920
122. Coelorinchus shcherbachevi Iwamoto & Merrett, 1997
123. Coelorinchus sheni Chiou, Shao & Iwamoto, 2004
124. Coelorinchus simorhynchus Iwamoto & Anderson, 1994
125. Coelorinchus smithi Gilbert & Hubbs, 1920
126. Coelorinchus sparsilepis Okamura, 1984
127. Coelorinchus spathulatus McMillan & Paulin, 1993
128. Coelorinchus spilonotus Sazonov & Iwamoto, 1992
129. Coelorinchus spinifer Gilbert & Hubbs, 1920
130. Coelorinchus supernasutus McMillan & Paulin, 1993
131. Coelorinchus thompsoni Gilbert & Hubbs, 1920
132. Coelorinchus thurla Iwamoto & Williams, 1999
133. Coelorinchus tokiensis (Steindachner & Döderlein, 1887)
134. Coelorinchus trachycarus Iwamoto, McMillan & Shcherbachev, 1999
135. Coelorinchus triocellatus Gilbert & Hubbs, 1920
136. Coelorinchus trunovi Iwamoto & Anderson, 1994
137. Coelorinchus velifer Gilbert & Hubbs, 1920
138. Coelorinchus ventrilux Marshall & Iwamoto, 1973
139. Coelorinchus vityazae Iwamoto, Shcherbachev & Marquardt, 2004
140. Coelorinchus weberi Gilbert & Hubbs, 1920
141. Coelorinchus yurii Iwamoto, Golani, Baranes & Goren, 2006
142. Coryphaenoides acrolepis (Bean, 1884)
143. Coryphaenoides affinis Günther, 1878
144. Coryphaenoides alateralis Marshall & Iwamoto, 1973
145. Coryphaenoides altipennis Günther, 1877
146. Coryphaenoides anguliceps (Garman, 1899)
147. Coryphaenoides ariommus Gilbert & Thompson, 1916
148. Coryphaenoides armatus (Hector, 1875)
149. Coryphaenoides asper Günther, 1877
150. Coryphaenoides asprellus (Smith & Radcliffe, 1912)
151. Coryphaenoides boops (Garman, 1899)
152. Coryphaenoides brevibarbis (Goode & Bean, 1896)
153. Coryphaenoides bucephalus (Garman, 1899)
154. Coryphaenoides bulbiceps (Garman, 1899)
155. Coryphaenoides camurus (Smith & Radcliffe, 1912)
156. Coryphaenoides capito (Garman, 1899)
157. Coryphaenoides carapinus Goode & Bean, 1883
158. Coryphaenoides carminifer (Garman, 1899)
159. Coryphaenoides castaneus Shcherbachev & Iwamoto, 1995
160. Coryphaenoides cinereus (Gilbert, 1896)
161. Coryphaenoides delsolari Chirichigno F. & Iwamoto, 1977
162. Coryphaenoides dossenus McMillan, 1999
163. Coryphaenoides dubius (Smith & Radcliffe, 1912)
164. Coryphaenoides fernandezianus (Günther, 1887)
165. Coryphaenoides ferrieri (Regan, 1913)
166. Coryphaenoides filamentosus Okamura, 1970
167. Coryphaenoides filicauda Günther, 1878
168. Coryphaenoides filifer (Gilbert, 1896)
169. Coryphaenoides grahami Iwamoto & Shcherbachev, 1991
170. Coryphaenoides guentheri (Vaillant, 1888)
171. Coryphaenoides gypsochilus Iwamoto & McCosker, 2001
172. Coryphaenoides hextii (Alcock, 1890)
173. Coryphaenoides hoskynii (Alcock, 1890)
174. Coryphaenoides lecointei (Dollo, 1900)
175. Coryphaenoides leptolepis Günther, 1877
176. Coryphaenoides liocephalus (Günther, 1887)
177. Coryphaenoides longicirrhus (Gilbert, 1905)
178. Coryphaenoides longifilis Günther, 1877
179. Coryphaenoides macrolophus (Alcock, 1889)
180. Coryphaenoides marginatus Steindachner & Döderlein, 1887
181. Coryphaenoides marshalli Iwamoto, 1970
182. Coryphaenoides mcmillani Iwamoto & Shcherbachev, 1991
183. Coryphaenoides mediterraneus (Giglioli, 1893)
184. Coryphaenoides mexicanus (Parr, 1946)
185. Coryphaenoides microps (Smith & Radcliffe, 1912)
186. Coryphaenoides microstomus McMillan, 1999
187. Coryphaenoides murrayi Günther, 1878
188. Coryphaenoides myersi Iwamoto & Sazonov, 1988
189. Coryphaenoides nasutus Günther, 1877
190. Coryphaenoides oreinos Iwamoto & Sazonov, 1988
191. Coryphaenoides orthogrammus (Smith & Radcliffe, 1912)
192. Coryphaenoides paramarshalli Merrett, 1983
193. Coryphaenoides profundicolus (Nybelin, 1957)
194. Coryphaenoides rudis Günther, 1878
195. Coryphaenoides rupestris Gunnerus, 1765
196. Coryphaenoides semiscaber Gilbert & Hubbs, 1920
197. Coryphaenoides serrulatus Günther, 1878
198. Coryphaenoides sibogae Weber & de Beaufort, 1929
199. Coryphaenoides spinulosus (Gilbert & Burke, 1912)
200. Coryphaenoides striaturus Barnard, 1925
201. Coryphaenoides subserrulatus Makushok, 1976
202. Coryphaenoides thelestomus Maul, 1951
203. Coryphaenoides tydemani (Weber, 1913)
204. Coryphaenoides woodmasoni (Alcock, 1890)
205. Coryphaenoides yaquinae Iwamoto & Stein, 1974
206. Coryphaenoides zaniophorus (Vaillant, 1888)
207. Cynomacrurus piriei Dollo, 1909
208. Echinomacrurus mollis Roule, 1916
209. Echinomacrurus occidentalis Iwamoto, 1979
210. Gadomus aoteanus McCann & McKnight, 1980
211. Gadomus arcuatus (Goode & Bean, 1886)
212. Gadomus capensis (Gilchrist & von Bonde, 1924)
213. Gadomus colletti Jordan & Gilbert, 1904
214. Gadomus denticulatus Gilbert & Hubbs, 1920
215. Gadomus dispar (Vaillant, 1888)
216. Gadomus filamentosus (Smith & Radcliffe, 1912)
217. Gadomus introniger Gilbert & Hubbs, 1920
218. Gadomus longifilis (Goode & Bean, 1885)
219. Gadomus magnifilis Gilbert & Hubbs, 1920
220. Gadomus melanopterus Gilbert, 1905
221. Gadomus multifilis (Günther, 1887)
222. Gadomus pepperi Iwamoto & Williams, 1999
223. Haplomacrourus nudirostris Trunov, 1980
224. Hymenocephalus aeger Gilbert & Hubbs, 1920
225. Hymenocephalus antraeus Gilbert & Cramer, 1897
226. Hymenocephalus aterrimus Gilbert, 1905
227. Hymenocephalus barbatulus Gilbert & Hubbs, 1920
228. Hymenocephalus billsam Marshall & Iwamoto, 1973
229. Hymenocephalus fuscus McMillan & Iwamoto, 2014
230. Hymenocephalus grimaldii Weber, 1913
231. Hymenocephalus hachijoensis Okamura, 1970
232. Hymenocephalus heterolepis (Alcock, 1889)
233. Hymenocephalus italicus Giglioli, 1884
234. Hymenocephalus iwamatoi Schwarzhans, 2014
235. Hymenocephalus lethonemus Jordan & Gilbert, 1904
236. Hymenocephalus longibarbis (Günther, 1887)
237. Hymenocephalus longiceps Smith & Radcliffe, 1912
238. Hymenocephalus longipes Smith & Radcliffe, 1912
239. Hymenocephalus maculicaudus McMillan & Iwamoto, 2014
240. Hymenocephalus megalops Iwamoto & Merrett, 1997
241. Hymenocephalus nascens Gilbert & Hubbs, 1920
242. Hymenocephalus neglectissimus Sazonov & Iwamoto, 1992
243. Hymenocephalus nesaeae Merrett & Iwamoto, 2000
244. Hymenocephalus papyraceus Jordan & Gilbert, 1904
245. Hymenocephalus punt Schwarzhans, 2014
246. Hymenocephalus sazonovi Schwarzhans, 2014
247. Hymenocephalus semipellucidus Sazonov & Iwamoto, 1992
248. Hymenocephalus striatissimus Jordan & Gilbert, 1904
249. Hymenocephalus striatulus Gilbert, 1905
250. Hymenocephalus torvus Smith & Radcliffe, 1912
251. Hymenocephalus yamasakiorum Nakayama, Endo & Schwarzhans, 2015
252. Hymenogadus gracilis (Gilbert & Hubbs, 1920)
253. Hymenogadus tenuis (Gilbert & Hubbs, 1917)
254. Idiolophorhynchus andriashevi Sazonov, 1981
255. Kumba calvifrons Iwamoto & Sazonov, 1994
256. Kumba dentoni Marshall, 1973
257. Kumba gymnorhynchus Iwamoto & Sazonov, 1994
258. Kumba hebetata (Gilbert, 1905)
259. Kumba japonica (Matsubara, 1943)
260. Kumba maculisquama (Trunov, 1981)
261. Kumba musorstom Merrett & Iwamoto, 2000
262. Kumba punctulata Iwamoto & Sazonov, 1994
263. Kuronezumia bubonis (Iwamoto, 1974)
264. Kuronezumia leonis (Barnard, 1925)
265. Kuronezumia macronema (Smith & Radcliffe, 1912)
266. Kuronezumia paepkei Shcherbachev, Sazonov & Iwamoto, 1992
267. Kuronezumia pallida Sazonov & Iwamoto, 1992
268. Lepidorhynchus denticulatus Richardson, 1846
269. Lucigadus acrolophus Iwamoto & Merrett, 1997
270. Lucigadus borealis Iwamoto & Okamoto, 2015
271. Lucigadus lucifer (Smith & Radcliffe, 1912)
272. Lucigadus microlepis (Günther, 1878)
273. Lucigadus nigromaculatus (McCulloch, 1907)
274. Lucigadus nigromarginatus (Smith & Radcliffe, 1912)
275. Lucigadus ori (Smith, 1968)
276. Lucigadus potronus (Pequeño, 1971)
277. Macrosmia phalacra Merrett, Sazonov & Shcherbachev, 1983
278. Macrouroides inflaticeps Smith & Radcliffe, 1912
279. Macrourus berglax Lacepède, 1801
280. Macrourus caml McMillan, Iwamoto, Stewart & Smith, 2012
281. Macrourus carinatus (Günther, 1878)
282. Macrourus holotrachys Günther, 1878
283. Macrourus whitsoni (Regan, 1913)
284. Malacocephalus boretzi Sazonov, 1985
285. Malacocephalus hawaiiensis Gilbert, 1905
286. Malacocephalus laevis (Lowe, 1843)
287. Malacocephalus luzonensis Gilbert & Hubbs, 1920
288. Malacocephalus nipponensis Gilbert & Hubbs, 1916
289. Malacocephalus occidentalis Goode & Bean, 1885
290. Malacocephalus okamurai Iwamoto & Arai, 1987
291. Mataeocephalus acipenserinus (Gilbert & Cramer, 1897)
292. Mataeocephalus adustus Smith & Radcliffe, 1912
293. Mataeocephalus cristatus Sazonov, Shcherbachev & Iwamoto, 2003
294. Mataeocephalus hyostomus (Smith & Radcliffe, 1912)
295. Mataeocephalus kotlyari Sazonov, Shcherbachev & Iwamoto, 2003
296. Mataeocephalus tenuicauda (Garman, 1899)
297. Mesobius antipodum Hubbs & Iwamoto, 1977
298. Mesobius berryi Hubbs & Iwamoto, 1977
299. Nezumia aequalis (Günther, 1878)
300. Nezumia africana (Iwamoto, 1970)
301. Nezumia aspidentata Iwamoto & Merrett, 1997
302. Nezumia atlantica (Parr, 1946)
303. Nezumia bairdii (Goode & Bean, 1877)
304. Nezumia brevibarbata (Barnard, 1925)
305. Nezumia brevirostris (Alcock, 1889)
306. Nezumia burragei (Gilbert, 1905)
307. Nezumia cliveri Iwamoto & Merrett, 1997
308. Nezumia coheni Iwamoto & Merrett, 1997
309. Nezumia condylura Jordan & Gilbert, 1904
310. Nezumia convergens (Garman, 1899)
311. Nezumia cyrano Marshall & Iwamoto, 1973
312. Nezumia darus (Gilbert & Hubbs, 1916)
313. Nezumia duodecim Iwamoto, 1970
314. Nezumia ectenes (Gilbert & Cramer, 1897)
315. Nezumia evides (Gilbert & Hubbs, 1920)
316. Nezumia holocentra (Gilbert & Cramer, 1897)
317. Nezumia infranudis (Gilbert & Hubbs, 1920)
318. Nezumia investigatoris (Alcock, 1889)
319. Nezumia kamoharai Okamura, 1970
320. Nezumia kapala Iwamoto & Williams, 1999
321. Nezumia kensmithi Wilson, 2001
322. Nezumia latirostrata (Garman, 1899)
323. Nezumia leucoura Iwamoto & Williams, 1999
324. Nezumia liolepis (Gilbert, 1890)
325. Nezumia longebarbata (Roule & Angel, 1933)
326. Nezumia loricata (Garman, 1899)
327. Nezumia merretti Iwamoto & Williams, 1999
328. Nezumia micronychodon Iwamoto, 1970
329. Nezumia milleri Iwamoto, 1973
330. Nezumia namatahi McCann & McKnight, 1980
331. Nezumia obliquata (Gilbert, 1905)
332. Nezumia orbitalis (Garman, 1899)
333. Nezumia parini Hubbs & Iwamoto, 1977
334. Nezumia polylepis (Alcock, 1889)
335. Nezumia propinqua (Gilbert & Cramer, 1897)
336. Nezumia proxima (Smith & Radcliffe, 1912)
337. Nezumia pudens Gilbert & Thompson, 1916
338. Nezumia pulchella (Pequeño, 1971)
339. Nezumia sclerorhynchus (Valenciennes, 1838)
340. Nezumia semiquincunciata (Alcock, 1889)
341. Nezumia shinoharai Nakayama & Endo, 2012
342. Nezumia soela Iwamoto & Williams, 1999
343. Nezumia spinosa (Gilbert & Hubbs, 1916)
344. Nezumia stelgidolepis (Gilbert, 1890)
345. Nezumia suilla Marshall & Iwamoto, 1973
346. Nezumia tinro Sazonov, 1985
347. Nezumia toi McCann & McKnight, 1980
348. Nezumia tomiyamai (Okamura, 1963)
349. Nezumia umbracincta Iwamoto & Anderson, 1994
350. Nezumia ventralis Hubbs & Iwamoto, 1979
351. Nezumia wularnia Iwamoto & Williams, 1999
352. Odontomacrurus murrayi Norman, 1939
353. Paracetonurus flagellicauda (Koefoed, 1927)
354. Pseudocetonurus septifer Sazonov & Shcherbachev, 1982
355. Pseudonezumia cetonuropsis (Gilbert & Hubbs, 1916)
356. Pseudonezumia japonicus Okamura, 1970
357. Pseudonezumia parvipes (Smith & Radcliffe, 1912)
358. Pseudonezumia pusilla (Sazonov & Shcherbachev, 1982)
359. Sphagemacrurus decimalis (Gilbert & Hubbs, 1920)
360. Sphagemacrurus gibber (Gilbert & Cramer, 1897)
361. Sphagemacrurus grenadae (Parr, 1946)
362. Sphagemacrurus hirundo (Collett, 1896)
363. Sphagemacrurus pumiliceps (Alcock, 1894)
364. Sphagemacrurus richardi (Weber, 1913)
365. Spicomacrurus adelscotti (Iwamoto & Merrett, 1997)
366. Spicomacrurus dictyogadus Iwamoto, Shao & Ho, 2011
367. Spicomacrurus kuronumai (Kamohara, 1938)
368. Spicomacrurus mccoskeri Iwamoto, Shao & Ho, 2011
369. Squalogadus modificatus Gilbert & Hubbs, 1916
370. Trachonurus gagates Iwamoto & McMillan, 1997
371. Trachonurus robinsi Iwamoto, 1997
372. Trachonurus sentipellis Gilbert & Cramer, 1897
373. Trachonurus sulcatus (Goode & Bean, 1885)
374. Trachonurus villosus (Günther, 1877)
375. Trachonurus yiwardaus Iwamoto & Williams, 1999
376. Trachyrincus aphyodes McMillan, 1995
377. Trachyrincus helolepis Gilbert, 1892
378. Trachyrincus longirostris (Günther, 1878)
379. Trachyrincus murrayi Günther, 1887
380. Trachyrincus scabrus (Rafinesque, 1810)
381. Trachyrincus villegai Pequeño, 1971
382. Ventrifossa atherodon (Gilbert & Cramer, 1897)
383. Ventrifossa ctenomelas (Gilbert & Cramer, 1897)
384. Ventrifossa divergens Gilbert & Hubbs, 1920
385. Ventrifossa fusca Okamura, 1982
386. Ventrifossa garmani (Jordan & Gilbert, 1904)
387. Ventrifossa gomoni Iwamoto & Williams, 1999
388. Ventrifossa johnboborum Iwamoto, 1982
389. Ventrifossa longibarbata Okamura, 1982
390. Ventrifossa macrodon Sazonov & Iwamoto, 1992
391. Ventrifossa macropogon Marshall, 1973
392. Ventrifossa macroptera Okamura, 1982
393. Ventrifossa misakia (Jordan & Gilbert, 1904)
394. Ventrifossa mucocephalus Marshall, 1973
395. Ventrifossa mystax Iwamoto & Anderson, 1994
396. Ventrifossa nasuta (Smith, 1935)
397. Ventrifossa nigrodorsalis Gilbert & Hubbs, 1920
398. Ventrifossa obtusirostris Sazonov & Iwamoto, 1992
399. Ventrifossa paxtoni Iwamoto & Williams, 1999
400. Ventrifossa petersonii (Alcock, 1891)
401. Ventrifossa rhipidodorsalis Okamura, 1984
402. Ventrifossa saikaiensis Okamura, 1984
403. Ventrifossa sazonovi Iwamoto & Williams, 1999
404. Ventrifossa teres Sazonov & Iwamoto, 1992
405. Ventrifossa vinolenta Iwamoto & Merrett, 1997